# Hexatoma trimaculata
Hexatoma trimaculata är en tvåvingeart som först beskrevs av Edwards 1921.  Hexatoma trimaculata ingår i släktet Hexatoma och familjen småharkrankar. Inga underarter finns listade i Catalogue of Life.